# 1627
1627. је била проста година.

## Рођења

### Јануар
- 25. јануар — Роберт Бојл (Robert Boyle), ирски физичар и хемичар. (†1691).